# قطعنامه ۳۷۱ شورای امنیت
قطعنامه ۳۷۱ شورای امنیت سازمان ملل متحد که در تاریخ ۲۴ جولای ۱۹۷۵ تصویب شد، سندی بین‌المللی دربارهٔ مصر-اسرائیل است. این قطعنامه طی نشست ۱٬۸۳۳ام با ۱۳ موافق، ۰ مخالف و ۰ ممتنع تصویب شد.